# Consello de Galiza
El Consello de Galiza (en català Consell de Galícia) va ser una entitat política gallega que es va constituir el 15 de novembre de 1944 a Montevideo i que pretenia aglutinar els diputats gallecs, més enllà de partits polítics, per dotar Galícia d'un òrgan polític a l'exili. Va pretendre actuar com un Govern Gallec a l'exili, legitimat per l'Estatut d'autonomia del 1936 però sense arribar a constituir-se formalment com la Xunta que es preveia a l'Estatut.
La iniciativa va ser de Castelao, influït per José Antonio Aguirre, el lehendakari a l'exili. El primer president en va ser el mateix Castelao; a més estava format per Antón Alonso Ríos, Ramón Suárez Picallo i Elpidio Villaverde. Més tard s'hi va integrar Alfredo Somoza Gutiérrez